# ジョン・アスティン
ジョン・アレン・アスティン（John Allen Astin、1930年3月30日- ）は、アメリカ合衆国メリーランド州生まれの俳優、声優である。

## 経歴
1930年にメリーランド州ボルチモアに生まれる。父親はアメリカ国立標準技術研究所に勤めていた。高校を卒業後、大学へ進学してジョンズ・ホプキンス大学を1952年に卒業。その後、ペンシルベニア州にあるワシントン&ジェファーソン大学へ編入して数学を専攻した。その頃から演劇に対して興味を抱き始めており、在学中はファイ・カッパ・サイのメンバーでもあった。
舞台やテレビコマーシャルのナレーションなどの小さな仕事でキャリアをスタートさせたが、ナタリー・ウッド主演の名作『ウエスト・サイド物語』などに出演したり、シットコムなどに出演したりして徐々にその知名度を上げていく。中でも知られているのは、人気テレビシリーズの『アダムス・ファミリー』でのゴメズ・アダムス役である。この役では不気味をアダムス一家を率いる一家の主ゴメス・アダムスをユーモラスに演じ、1993年にはエミー賞にもノミネートされた。その後もテレビ版『バットマン』のリドラー役を演じたり、オムニバスドラマ『ミステリー・ゾーン』へ出演したりしてキャリアを積んでいった。現在も精力的にテレビや映画などで活躍している。

## 私生活
これまで3度の結婚歴があり、2度目に結婚した女優のパティ・デュークとの間には『ロード・オブ・ザ・リング』シリーズのサム役で知られる俳優のショーン・アスティンとマッケンジー・アスティンがいる。ただし、ショーンは妻の連れ子である。その後1989年に再婚し、現在はボルチモアで一緒に暮らしている。
日蓮仏法の教義を説く宗教法人創価学会の国際組織である創価学会インタナショナルの会員である。

## 出演作品

### 映画
- 麻薬密売人 The Pusher (1960)
- ウエスト・サイド物語 West Side Story (1961)
- ミンクの手ざわり That Touch of Mink (1962)
- 女房は生きていた Move Over, Darling (1963)
- 幽霊たちの餐宴 The Spirit Is Willing (1967)
- キャンディ Candy (1968)
- フリーキー・フライデー Freaky Friday (1976)
- ナショナル・ランプーンズ・ヨーロピアン・ヴァケーション European Vacation (1985)
- ティーン・ウルフ2/ ぼくのいとこも狼だった Teen Wolf Too (1987)
- リターン・オブ・ザ・キラー・トマト Return of the Killer Tomatoes! (1988)
- ナイト・ライフ Night Life (1989)
- キラー・トマト/ 決戦は金曜日 Killer Tomatoes Strike Back! (1990)
- グレムリン2 新・種・誕・生 Gremlins 2: The New Batch (1990)
- キラー・トマト/ 赤いトマトソースの伝説 Killer Tomatoes Eat France! (1991)
- 羊たちの沈没 The Silence of the Hams <Il silenzio dei prosciutti> (1994)
- さまよう魂たち The Frighteners (1996)

### テレビドラマ
- スタジオ・ワン Studio One (1957)
- ミステリー・ゾーン Twilight Zone (1961)
- ルート66 Rout 66 (1962)
- アダムスのお化け一家 The Addams Family (1964-1966)
- バットマン Batman (1967)
- ガンスモーク Gunsmoke (1967)
- ボナンザ Bonanza (1969)
- 四次元への招待 Night Gallery (1971-1972)
- ドクター・ウェルビー Marcus Welby, M.D. (1975)
- ファンタジー・アイランド Fantasy Island (1978)
- ラブ・ボート The Love Boat (1978-1986)
- サイモン&サイモン Simon & Simon (1984)
- ジェシカおばさんの事件簿 Murder, She Wrote (1984-1995)
- 名探偵ダウリング神父 Father Dowling Mysteries (1991)
- ハリウッド・ナイトメア Tales from the Crypt (1991)
- アダムス・ファミリー The Addams Family (1992-1993)
- 新アダムス・ファミリー The New Addams Family (1998-1999)

### テレビアニメ
- アタック・オブ・ザ・キラー・トマト Attack of the Killer Tomatoes(1990 - 1991)
- ぎゃあ!!!リアル・モンスターズ Aaahh!!! Real Monsters (1994)
- フィリックス The Twisted Adventures of Felix the Cat (1995)
- アラジン Alladin (1995)
- ピンキー&ブレイン Pinky and the Brain (1997)
- リセス 〜ぼくらの休み時間〜 Recess(1998 - 1999)